# 마리야 샤라포바
마리아 유리예브나 샤라포바(러시아어: Мария Юрьевна Шарапова 듣기 (도움말·정보), 영어: Maria Yuryevna Sharapova, 1987년 4월 19일 ~ )은 과거 세계 랭킹 1위였던 러시아의 전 여자 프로 테니스 선수이다. 그랜드 슬램 여자 단식에서 총 5회 우승했다. 2020년 2월 26일 공식적으로 은퇴를 발표했다.

## 선수 활동
샤라포바는 1987년 4월 19일 소비에트 연방 러시아 SFSR 냐간에서 아버지 유리와 어머니 엘레나의 딸로 태어났다. 그녀의 부모는 샤라포바가 아직 태중에 있었던 1986년 체르노빌 원전 사고가 일어나자 이것이 태아에게 미칠 영향을 우려해 원래 거주하던 소비에트 연방 벨로루시 SSR 호멜(Gomel)을 떠나 이주해왔다. 그녀가 2세가 되었을 때 그녀의 가족은 소치로 이주했으며, 그곳에서 그녀의 아버지는 친구 알렉산드르 카펠니코프와 함께 그의 아들 예브게니 카펠니코프가 그랜드 슬램에서 우승하는 데에 도움을 주었다. 샤라포바는 4세 때 처음으로 알렉산더 카펠니코프에게 라켓을 선물받았으며, 이 때부터 지역 공원에서 정기적으로 연습을 하기 시작했다.
6세 때는 마르티나 나브라틸로바가 모스크바에서 운영하는 테니스 클리닉에 참가했다. 이때 나브라틸로바는 샤라포바를 닉 볼리티에리 테니스 아카데미에 보내 전문적인 훈련을 받도록 할 것을 권했다. 닉 볼리티에리 아카데미는 미국 플로리다주에 있는 것으로, 안드레 애거시나 모니카 셀레스, 안나 쿠르니코바와 같은 걸출한 스타 선수들을 많이 배출한 세계적인 아카데미였다. 샤라포바와 그녀의 아버지는 비록 둘다 영어를 할 줄 몰랐지만, 결국 그녀가 7세였던 1994년에 미국 플로리다로 이주했다. 비자 문제로 인해 그녀의 어머니는 2년 후에야 플로리다에 올 수 있었다. 샤라포바의 아버지는 그녀가 아카데미에 들어가기 전 레슨비를 벌기 위해 접시닦이 등의 허드렛일을 해가며 어렵게 돈을 벌었다. 1995년 그녀는 에이전시사인 IMG와 계약하면서 아카데미에 입학하게 되었다.
이후 그녀는 주니어 시절 및 프로 데뷔 초까지 매우 빠르게 성장하여 2004년에 17세의 나이로 윔블던에서 우승하여 생애 첫 그랜드 슬램 타이틀을 획득했다. 이후 2년간 그녀는 8개의 WTA 대회 타이틀을 획득했으며 두 번에 걸쳐 잠시 여자 세계 랭킹 1위에 오르기도 했다. 그러나 이 기간에 5번 진출했던 그랜드 슬램 준결승에서는 모두 패하여 우승에 실패했다. 이후 2006년 US 오픈에서 우승하면서 생애 두 번째 그랜드 슬램 타이틀을 획득했다.
2007년 그녀는 오른쪽 어깨 부상으로 여러 대회에서 기권해야만 했다. 이로 인해 3년 만에 처음으로 세계 랭킹 5위권 바깥으로 밀려나기도 했다. 2008년 들어 호주 오픈에서 우승하면서 세계 랭킹 1위에 잠시 복귀하기도 했으나, 결국 같은 해 10월에 어깨 수술을 받게 되었다. 수술 이후 그녀는 2009년 5월에 복귀할 때까지 10개월 간 휴식을 가졌으며, 이로 인해 랭킹이 100위권 바깥으로 밀려났다. 복귀 이후 그녀는 2009년 말 15위권까지 랭킹을 회복했다. 이후 2012년 프랑스오픈에서 우승하여 커리어 그랜드슬램을 달성과 더불어 세계랭킹 1위로 재도약하였다. 2016년 6월, 금지 약물 양성 반응을 보여 국제 테니스 연맹 ITF로부터 2년간 자격 정지 징계를 받았다. ITF는 샤라포바의 고의성은 인정되지 않지만, 도핑에 대한 전적인 책임은 샤라포바에게 있고, 사안이 중대해 2년 징계를 내렸다고 입장을 발표하였다. 이에 샤라포바는 고의성이 없었음에도 2년의 자격 정지 징계를 내린 것은 너무 부당한 조치라며 국제스포츠중재재판소 CAS에 항소하겠다는 뜻을 밝혔다.

## 광고 활동

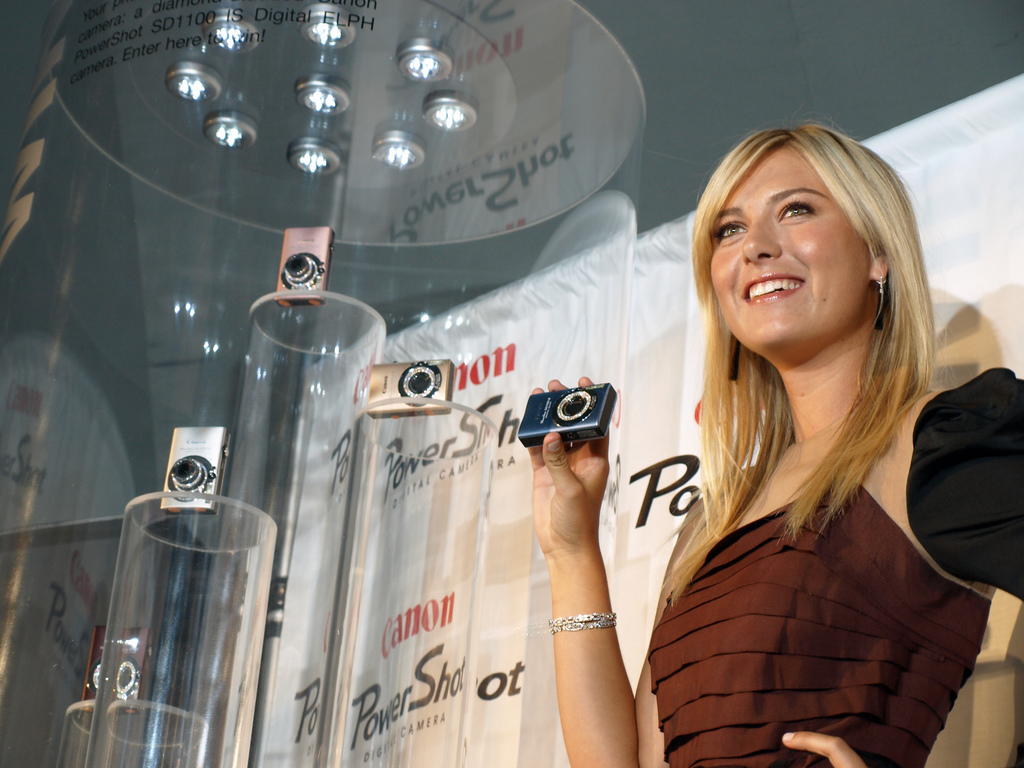
캐논 파워샷 모델의 다이아몬드 라인업 공개 행사에 참석한 샤라포바.

뛰어난 테니스 실력 못지 않은 출중한 외모 덕분에 샤라포바는 매년 대회 상금 수입보다 훨씬 더 큰 규모의 광고 수입을 벌어들이고 있다. 2005년 4월 피플紙는 그녀를 세계에서 가장 아름다운 유명인사 50인 중 한 명으로 선정했다. 2006년 맥심紙는 그녀를 4년 연속 세계에서 가장 섹시한 운동 선수로 선정했다.
영국의 잡지 FHM紙에서 실시한 설문조사에서 그녀는 '재산과 외모'를 모두 고려했을 때 일곱 번째로 가장 결혼하고 싶은 미혼 여성으로 뽑혔다.
프린스의 라켓을 사용하는 샤라포바는 2003년까지는 트리플 쓰레트 호넷(Triple Threat Hornet) 라켓을 사용했으며, 이후 2004년 US 오픈까지는 다른 몇 가지 모델의 라켓들을 사용했다. 그녀는 2004년 윔블던 결승전에서 사용했던 라켓을 Live with Regis and Kelly을 함께 녹음한 레지스 필빈에게 기증하기도 했다. 이후 그녀는 프린스 샤크 OS(Shark OS) 모델을 사용하다가, 2006년 1월부터는 O3 화이트 모델을 사용하기 시작했다. 그후에도 어깨 부상의 영향으로 2008년 7월에는 라켓을 스피드포트 블랙(Speedport Black) 모델로 바꾸었다.
2007년 포브스紙는 그녀를 세계에서 가장 많은 연봉을 받는 여자 운동 선수로 꼽았다. 이 해 그녀의 수입은 2600만 달러를 상회했으며, 그중 대부분은 광고 및 스폰서 수입이었다.
샤라포바는 다니엘라 한투코바, 린제이 데이븐포트, 비너스 윌리엄스 등 당대의 다른 유명한 여자 선수들과 함께 다수의 테니스 관련 비디오 게임 상에서 캐릭터로 나왔다. 그녀가 캐릭터로 나왔던 대표적인 게임은 톱 스핀 시리즈, 버추어 테니스 시리즈, 그리고 그랜드 슬램 테니스 등이 있다.
2006년 스포츠 일러스트레이티드紙에서 그녀가 세계에서 가장 많은 연봉을 버는 여자 운동 선수로 선정되었을 때, 그녀는 농담조로 다음과 같이 말했다. "아직 부족해요. 더 벌어야죠. 돈은 많이 벌수록 좋은 거니까요." 현재 전 세계의 운동선수 중 연 수입상으로 남자는 아르헨티나의 축구선수 리오넬 메시가, 여자는 마리아 샤라포바가 1위로 랭크되어 있다.

## 상훈
2003년
- WTA 선정 올해의 신인 (Newcomer of the Year)

2004년
- WTA 선정 올해의 선수 (Player of the Year)
- WTA 선정 올해의 가장 향상된 선수 (Most Improved Player of the Year)

2005년
- ESPY 베스트 여자 테니스 선수 (Best Female Tennis Player)
- 러시아 테니스 연맹 선정 올해의 가장 뛰어난 러시아 여자 선수
- 러시아 마스터 오브 스포츠 (Master of Sports of Russia)
- 프랑스 오픈에서 프리 드 시트롱 상(Prix de Citron) 수상

2006년
- 러시아 테니스 연맹 선정 올해의 가장 뛰어난 러시아 여자 선수
- 월풀 식스센스 플레이어 오브 더 이어 (Whirlpool 6th Sense Player of the Year)

2007년
- ESPY 베스트 여자 테니스 선수
- ESPY 베스트 국제 여자 운동선수
- ESPN 가장 매력적인 여자 운동선수 (Hottest Female Athlete)

2008년
- 미국 스포츠 아카데미 선정 이달의 여자 운동선수로 선정 (1월)
- ESPY 베스트 여자 테니스 선수

## 같이 보기
- 역대 WTA 랭킹 1위 테니스 선수 목록